# Notre-Dame de Coromoto

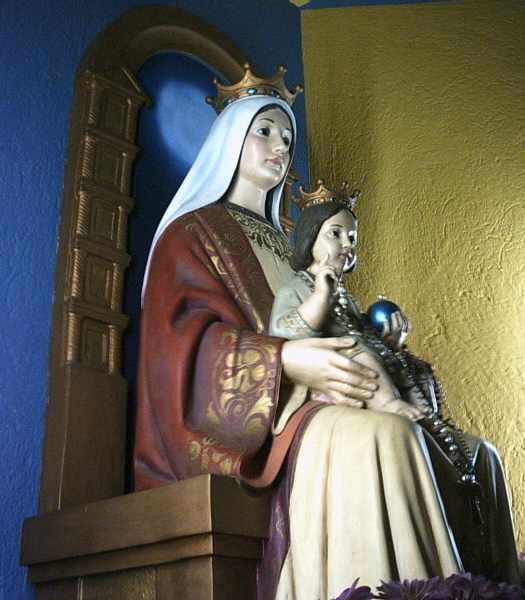
Statue de Notre Dame de Coromoto

Notre-Dame de Coromoto ou Vierge de Coromoto (en espagnol Virgen de Coromoto) est le nom donné à la Vierge Marie lors de son apparition à un indigène du Venezuela en 1652. C'est une figure catholique du continent américain. Le culte de la Vierge de Coromoto est particulièrement répandu au Venezuela, nation dont elle est la patronne. Sa fete principale est le 11 septembre.

## Apparition
Quand la ville de Guanare, capitale de l'État de Portuguesa, fut fondée en 1591, les natifs qui habitaient dans la région, les Cospes, fuirent vers la forêt au nord de la ville pour échapper aux conquistadores, rendant difficile l'évangélisation que ces derniers avaient entrepris.
La tradition place la première apparition de Marie le 8 septembre 1652, dans la forêt où s'étaient enfuis les Indiens. Elle aurait dit au cacique des Cospes, l'indien Coromoto, et à sa femme : « Vous allez à la maison des blancs et vous leur demandez qu'ils vous donnent l'eau sur la tête pour pouvoir aller au ciel », c'est-à-dire de se faire baptiser.
Selon la tradition orale, le cacique raconta tout à son encomendero, don Juan Sánchez ; celui-ci lui demanda de se préparer avec sa tribu pour recevoir le baptême huit jours plus tard.
Des Indiens Cospes se convertirent et se firent baptiser, mais pas le cacique qui fuit. La légende place à ce moment la seconde apparition de Marie : Coromoto, rendu aveugle par la colère, aurait levé le bras pour la saisir, mais elle aurait disparu.
La tradition veut que l'apparition se soit matérialisée dans une marque faite de fibres d'arbre qui se trouve aujourd'hui dans le sanctuaire national de Notre-Dame de Coromoto.
Dans le conte, Coromoto est mordu par un serpent venimeux ; blessé et sur le point de mourir, il revient à Guanare et y reçoit le baptême que lui administre un barinais. Guéri, il consacre ensuite le reste de sa vie à l'évangélisation des Cospes qui s'étaient, sous son commandement, opposés aux conquérants.

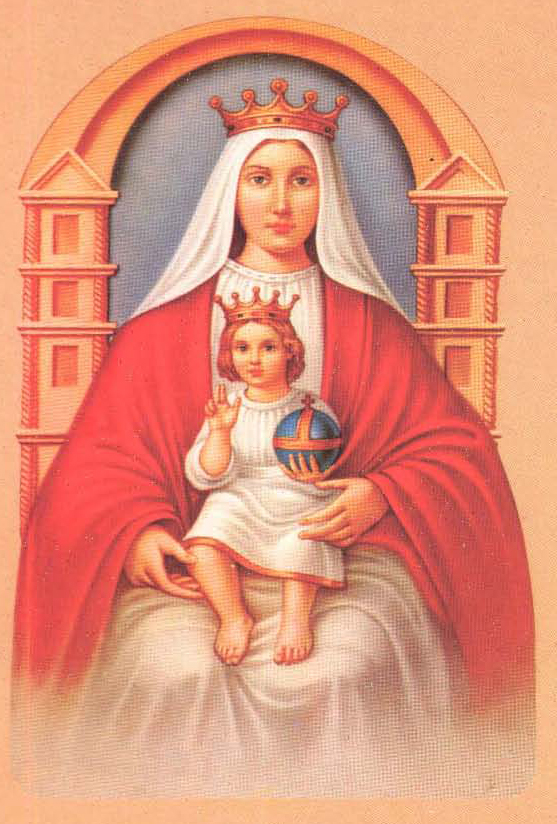
Icône de la Sainte Vierge de Coromoto.

## Culte
Le pape Pie XII déclara en 1950 Notre-Dame de Coromoto patronne du Venezuela. Le pape Jean-Paul II couronna la statue lors de sa visite au sanctuaire marial de Guanare, et le pape Benoît XVI éleva le sanctuaire national Notre-Dame-de-Coromoto au rang de basilique mineure.